# 夏の轍
『夏の轍』（なつのわだち）は2001年にリリースされた、甲斐バンドの13作目のオリジナル・アルバム。

## 概要
1999年、本格的に活動を再開した甲斐バンドが、1986年に発表された『REPEAT & FADE』から約15年ぶりにリリースしたオリジナル・アルバム。
フルメンバーでのオリジナル・アルバムとしては、最後の作品である。
発売元は、デビュー当初から所属していた東芝EMI（現：EMIミュージックジャパン）ではなくイーストウエスト・ジャパン（現：ワーナーミュージック・ジャパン）となっている。そのためか、2007年のオリジナル・アルバムのリマスター紙ジャケ・シリーズに入っていなかった。

## 収録曲
1. 眩暈のSummer Breeze
2. タイトロープ
3. 真夏のSEA
4. STARS
5. トレーラー・ハウスで〔Remix 2001〕
6. 甘いKissをしようぜ〔Remix 2001〕
7. 白いブランケット
8. VIOLET SKY
9. アナログ・レザー
10. 甘いKissをしようぜ〔Reprise〕
11. Jasmin again